# Matteo Paolillo

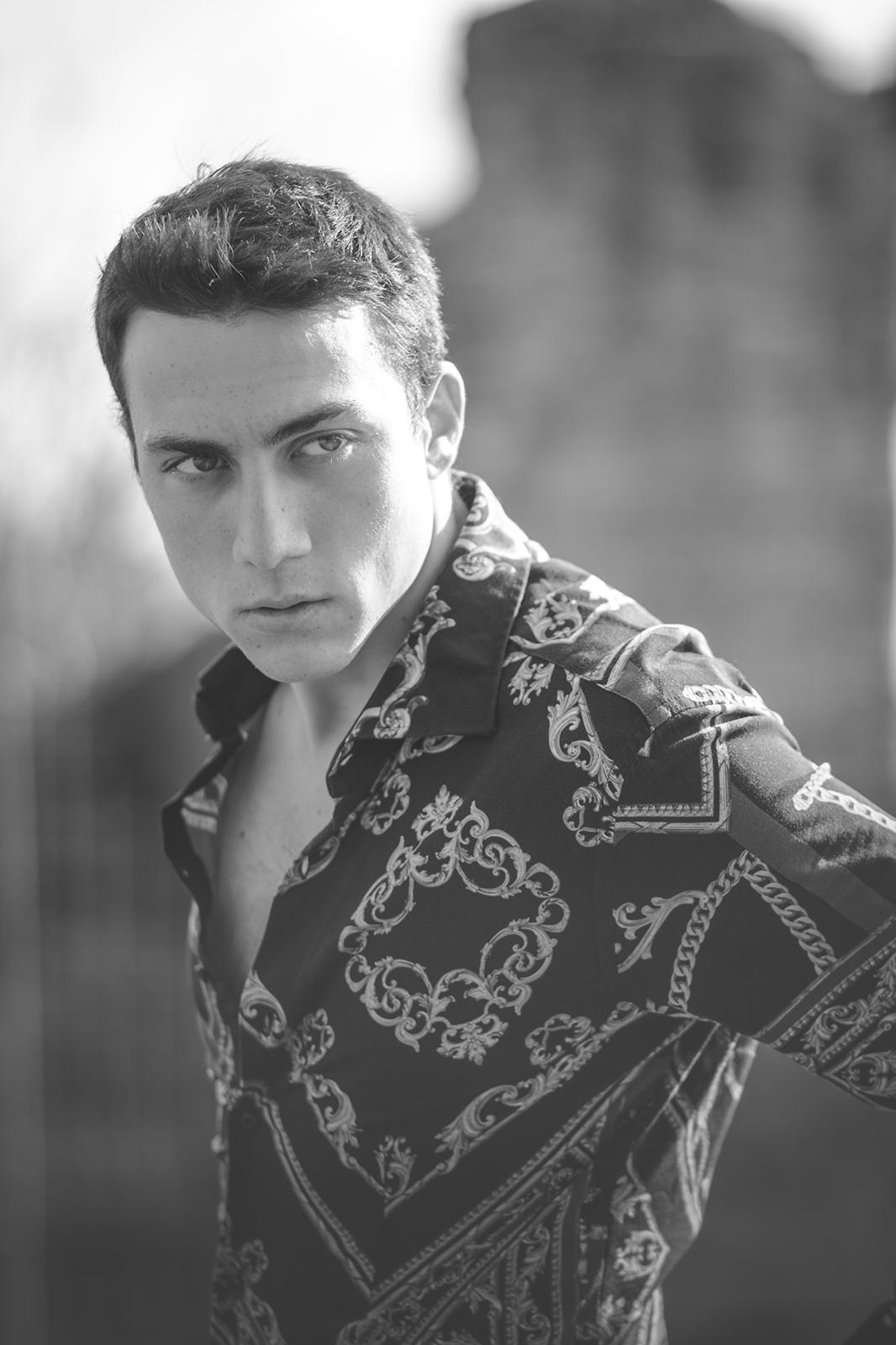
2020-ban

Matteo Paolillo (Salerno, 1995. október 6. –) olasz színész, popénekes.

## Pályája
Paolillo 13 évesen kezdett színészkedni; szülővárosában, Salernóban szerezte első színházi tapasztalatait. 18 évesen végül Rómába költözött, és színészetet kezdett tanulni, először a Conservatorio Teatrale GB Diotaiutiban, majd a Centro Sperimentale di Cinematografiában, ahol 2009-ben szerzett diplomát. Számos színházi szerep után 2016-ban kapta meg első szerepét a televízióban, a Don Matteo című népszerű sorozat egyik epizódjában. Végül 2020-ban a Mare Fuori – Cella kilátással című sorozat főszerepével vált ismertté a szélesebb közönség előtt. Ugyanebben az évben más produkciókban is szerepelt.
Színészi karrierje mellett Paolillo 2017 óta énekesként és rapperként is szerepel Icaro című projektjében. Részt vett a Mare fuori filmzenéjében, 2023-ban pedig kiadta az EDO EP-t és a Come te debütáló albumát.

## Filmográfia
- 2016: Don Matteo (tévésorozat, 1 epizód)
- 2020–2023: Mare fuori – Cella kilátással, (Mare fuori) (tévésorozat)
- 2020: Élni és élni hagyni (film)
- 2020: Famosa (tévésorozat)

## Diszkográfia

### Albumok és EP-k
- 2021. december 29. EDO – olasz slágerlista: 57. hely (5 hétig)
- 2023. május 19. Come te – ADA/Warner: 9. hely (1 hétig)

### Kislemezek
- 2022. június 3. ’o mar for, album: Come te – 21. hely duplaplatina (17 hét) –	Stefano Lentini, Matteo Paolillo – Icaro, Lolloflow & Raiz, 200 000 eladott pld.
- 2023. február 24.	Origami all’alba, album: Come te – 4. hely quadroplatina (37 hét) Matteo Paolillo – Icaro, Lolloflow & Clara, 400 000 eladott pld.
- 2024. február 15.	Foglie d’autunno – 82. hely (2 hét) Matteo Paolillo – Icaro & Lolloflow

## Fordítás
- Ez a szócikk részben vagy egészben  a   Matteo Paolillo című német Wikipédia-szócikk fordításán alapul.  Az eredeti cikk szerkesztőit annak laptörténete sorolja fel. Ez a jelzés csupán a megfogalmazás eredetét és a szerzői jogokat jelzi, nem szolgál a cikkben szereplő információk forrásmegjelöléseként.